# Cebarades
Cebarades (łac. Cebaradesensis) – diecezja historyczna w Cesarstwie rzymskim w prowincji Byzacena, współcześnie w Tunezji. Obecnie katolickie biskupstwo tytularne.

## Biskupi tytularni
| Lp. | Biskup             | Funkcja                                     | Od               | Do              |
| --- | ------------------ | ------------------------------------------- | ---------------- | --------------- |
| 1   | Abraham Kattumana  | nuncjusz apostolski                         | 8 maja 1991      | 4 kwietnia 1995 |
| 2   | Michael Cote       | biskup pomocniczy Portland (USA)            | 9 maja 1995      | 11 marca 2003   |
| 3   | Dominic Mai Luong  | biskup pomocniczy Orange w Kalifornii (USA) | 25 kwietnia 2003 | 6 grudnia 2017  |
| 4   | Joseph Galea-Curmi | biskup pomocniczy Malty                     | 23 czerwca 2018  |                 |